# كارل توماس أندرسون
كارل توماس أندرسون (بالإنجليزية: Carl Thomas Anderson)‏ هو رسام كارتون أمريكي، ولد في 14 فبراير 1865 في الولايات المتحدة، وتوفي بنفس المكان في 4 نوفمبر 1948.

## روابط خارجية
- كارل توماس أندرسون على موقع IMDb (الإنجليزية)